# Coupe de Suisse de football 2010-2011
Navigation
Édition précédente Édition suivante
La 86e Coupe de Suisse a débuté le 18 septembre 2010.

## Clubs participants
Toutes les équipes de Super League, Challenge League, des équipes de 1re ligue, 2e ligue interrégionale, 2e ligue, et deux équipes de 3e ligue.
| Super League 10 équipes | Challenge League 15 équipes | 1re ligue 13 équipes | 2e ligue interrégionale 10 équipes | Ligues inférieures 16 équipes |
| --- | --- | --- | --- | --- |
| - FC BaselTH - AC Bellinzone - Grasshoppers Zürich - FC Luzern - Neuchâtel Xamax - FC St. Gallen - FC Sion - FC Thun - BSC Young Boys - FC Zürich | - FC Aarau - FC Biel-Bienne - FC Chiasso - SR Delémont - SC Kriens - FC Lausanne-Sport - FC Locarno - AC Lugano - FC Schaffhausen - Servette FC - Stade Nyonnais - FC Wil - FC Winterthur - FC Wohlen - Yverdon-Sport FC | - FC Baulmes - SC Brühl - SC Buochs - SC Cham - CS Chênois - Grand-Lancy FC - FC Grenchen - ES FC Malley - FC Meyrin - FC Le Mont - FC Mendrisio-Stabio - FC Schötz - FC Tuggen | - FC Bavois - Black Stars Basel - FC Courtételle - FC Eschenbach - FC Freienbach - FC Gumefens/Sorens - FC Ibach - FC Langenthal - FC Liestal - Losone Sportiva - FC Montreux-Sports - FC Perly-Certoux - FC Seefeld Zürich - FC Spiez - AC Taverne - FC Wettswil-Bonstetten | 2e ligue - FC Béroche-Gorgier - SC Binningen - FC Champvent - FC Collex-Bossy - US Collombey-Muraz - FC Entfelden - FC Flawil - FC Subingen 3e ligue - Racing Club Zurich - FC Uznach |

| Équipe 1               | Résultat   | Équipe 2            |
| ---------------------- | ---------- | ------------------- |
| 18 septembre 2010      |            |                     |
| CS Chênois             | 1–3        | FC Chiasso          |
| Racing Club Zürich     | 1–7        | Yverdon-Sport FC    |
| Black Stars Basel      | 5–0        | SC Brühl            |
| FC Seefeld Zürich      | 1–3        | AC Bellinzone       |
| FC Wettswil-Bonstetten | 0–2        | Servette FC         |
| SC Binningen           | 0–2        | FC Baulmes          |
| FC Spiez               | 0–7        | BSC Young Boys      |
| FC Uznach              | 1–3        | Neuchâtel Xamax     |
| FC Bavois              | 1–3        | FC Aarau            |
| SC Buochs              | 2–1 (a.p.) | SR Delémont         |
| FC Collex-Bossy        | 5–1        | FC Champvent        |
| FC Flawil              | 1–5 (a.p.) | FC St. Gallen       |
| ES FC Malley           | 3–2 (a.p.) | Grand-Lancy FC      |
| FC Schötz              | 0–6        | FC Zürich           |
| US Collombey-Muraz     | 4–0        | FC Courtételle      |
| FC Eschenbach          | 1–3 (a.p.) | FC Wohlen           |
| FC Liestal             | 2–5        | FC Schaffhausen     |
| Losone Sportiva        | 0–3        | FC Biel-Bienne      |
| FC Meyrin              | 1–3        | FC Locarno          |
| FC Montreux-Sports     | 1–2        | FC Grenchen         |
| FC Subingen            | 0–1        | FC Gumefens/Sorens  |
| AC Taverne             | 0–4        | FC Sion             |
| FC Le Mont             | 1–5        | SC Kriens           |
| 19 septembre 2010      |            |                     |
| FC Ibach               | 0–2        | AC Lugano           |
| FC Béroche-Gorgier     | 0–9        | Grasshoppers Zürich |
| SC Cham                | 0–4        | FC Thun             |
| FC Entfelden           | 0–3        | FC Luzern           |
| FC Freienbach          | 2–3 (a.p.) | FC Winterthur       |
| FC Tuggen              | 2–1        | FC Wil              |
| FC Mendrisio-Stabio    | 0–5        | FC Basel            |
| FC Perly-Certoux       | 0–1        | Stade Nyonnais      |
| 22 septembre 2010      |            |                     |
| FC Langenthal          | 2–5        | FC Lausanne-Sport   |

| Équipe 1           | Résultat              | Équipe 2            |
| ------------------ | --------------------- | ------------------- |
| 15 octobre 2010    |                       |                     |
| Yverdon-Sport FC   | 0–2                   | FC Basel            |
| 16 octobre 2010    |                       |                     |
| Black Stars Basel  | 0–3                   | AC Lugano           |
| SC Buochs          | 0–3                   | FC Thun             |
| FC Tuggen          | 4–0                   | FC Grenchen         |
| US Collombey-Muraz | 2–5                   | BSC Young Boys      |
| FC Collex-Bossy    | 0–5                   | FC Sion             |
| FC Wohlen          | 5–1                   | FC Winterthur       |
| FC Lausanne-Sport  | 0–2                   | AC Bellinzone       |
| FC Chiasso         | 0–0 (a.p., t.a.b 3–4) | Neuchâtel Xamax     |
| ES FC Malley       | 0–3                   | FC Biel-Bienne      |
| 17 octobre 2010    |                       |                     |
| FC Baulmes         | 2–5                   | Servette FC         |
| FC Gumefens/Sorens | 0–12                  | Grasshoppers Zürich |
| FC Locarno         | 0–3                   | FC Zürich           |
| Stade Nyonnais     | 1–2                   | FC Luzern           |
| FC Schaffhausen    | 2–6                   | FC St. Gallen       |
| FC Aarau           | 2–3                   | SC Kriens           |

| Équipe 1         | Résultat              | Équipe 2            |
| ---------------- | --------------------- | ------------------- |
| 20 novembre 2010 |                       |                     |
| FC Tuggen        | 0–4                   | FC Zürich           |
| Servette FC      | 1–1 (a.p., t.a.b 3–4) | FC Basel            |
| FC St. Gallen    | 0–1                   | FC Thun             |
| 21 novembre 2010 |                       |                     |
| AC Lugano        | 2–3 (a.p.)            | FC Sion             |
| FC Biel-Bienne   | 2–2 (a.p., t.a.b 5–3) | FC Luzern           |
| SC Kriens        | 1–2                   | BSC Young Boys      |
| Neuchâtel Xamax  | 1–0                   | AC Bellinzone       |
| FC Wohlen        | 1–2                   | Grasshoppers Zürich |

## Quarts de finale
| 2 mars 2011 | Grasshoppers Zürich | 1 – 2 | FC Sion                   | Letzigrund                                  |                                             |
| 19:00       | Abrashi 56e         |       | Mrdja 19e · Obradović 87e | Spectateurs : 3 500 Arbitrage : Alain Bieri | Spectateurs : 3 500 Arbitrage : Alain Bieri |

| 2 mars 2011 | FC Thun          | 1 – 1 (a.p.)      | Neuchâtel Xamax         | Stadion Lachen                                 |                                                |
| 19:45       | Klose 120e       |                   | Tréand 106e             | Spectateurs : 2 385 Arbitrage : Stephan Studer | Spectateurs : 2 385 Arbitrage : Stephan Studer |
| 19:45       | Matić · Taljevic | Tirs au but 0 – 3 | Tréand · Gohou · Niasse | Spectateurs : 2 385 Arbitrage : Stephan Studer | Spectateurs : 2 385 Arbitrage : Stephan Studer |

| 2 mars 2011 | BSC Young Boys                           | 3 – 4 (a.p.) | FC Zürich                                           | Stade de Suisse                                  |                                                  |
| 20:15       | Farnerud 54e · Bienvenu 56e · Mayuka 82e |              | Schönbächler 5e · Margairaz 41e 116e · Chermiti 49e | Spectateurs : 12 195 Arbitrage : Massimo Busacca | Spectateurs : 12 195 Arbitrage : Massimo Busacca |

| 3 mars 2011 | FC Biel-Bienne                       | 3 – 1 | FC Basel         | Stade de la Gurzelen                               |                                                    |
| 19:30       | Egli 53e · Morello 80e · Etoundi 84e |       | Kehrli 43e (csc) | Spectateurs : 6 500 Arbitrage : Daniel Wermelinger | Spectateurs : 6 500 Arbitrage : Daniel Wermelinger |

## Demi-finales
| 25 avril 2011 | FC Zürich                                                          | 1 – 1 (a.p.)      | Neuchâtel Xamax                                          | Letzigrund                                          |                                                     |
| 16:45 CET     | Teixeira 26e                                                       |                   | Tréand 66e                                               | Spectateurs : 10 064 Arbitrage : Daniel Wermelinger | Spectateurs : 10 064 Arbitrage : Daniel Wermelinger |
| 16:45 CET     | Chermiti · Nikci · Rodríguez · Béda · Alphonse · Aegerter · Djurić | Tirs au but 6 – 7 | Tréand · Nuzzolo · Gohou · Niasse · Besle · Page · Binya | Spectateurs : 10 064 Arbitrage : Daniel Wermelinger | Spectateurs : 10 064 Arbitrage : Daniel Wermelinger |

| 28 avril 2011 | FC Sion               | 2 – 1 | FC Biel-Bienne | Stade de Tourbillon                              |                                                  |
| 20:15 CET     | Sio 62e · Vanczák 85e |       | Kehrli 43e     | Spectateurs : 14 600 Arbitrage : Massimo Busacca | Spectateurs : 14 600 Arbitrage : Massimo Busacca |

## Finale
| 29 mai 2011 | Neuchâtel Xamax FC | 0 – 2 | FC Sion             | Parc Saint-Jacques                                 |                                                    |
| |                    | (0 – 2) | 2e Sio · 6e Vanczák | Spectateurs : 37 500 Arbitrage : Jérôme Laperrière | Spectateurs : 37 500 Arbitrage : Jérôme Laperrière |
| Titulaires : · Jean-François Bédénik · Freddy Mveng · 62e Marcos Gelabert · Stéphane Besle · Mickaël Facchinetti · Frédéric Page · 46e Sébastien Wüthrich · Baye Ibrahima Niasse · Gilles Binya · Raphaël Nuzzolo · 46e Bi Goua Gohou · Remplaçants : · 46e Geoffrey Tréand · 46e Fausto Jorge · 62e Omar Ismaeel · Entraîneur : · Bernard Challandes | Équipes            | Titulaires : · Andris Vaņins · Vilmos Vanczák · Adailton · Michael Dingsdag · Arnaud Bühler 67e · Serey Die · Goran Obradović 87e · Fabrizio Zambrella · Didier Crettenand · Giovanni Sio · Aleksandar Prijović 52e · Remplaçants : · Álvaro Domínguez 52e · Jonas Elmer 67e · Rodrigo Lacerba Ramos 87e · Entraîneur : · Laurent Roussey |                     | Spectateurs : 37 500 Arbitrage : Jérôme Laperrière | Spectateurs : 37 500 Arbitrage : Jérôme Laperrière |